# Schulcampus Tolkewitz

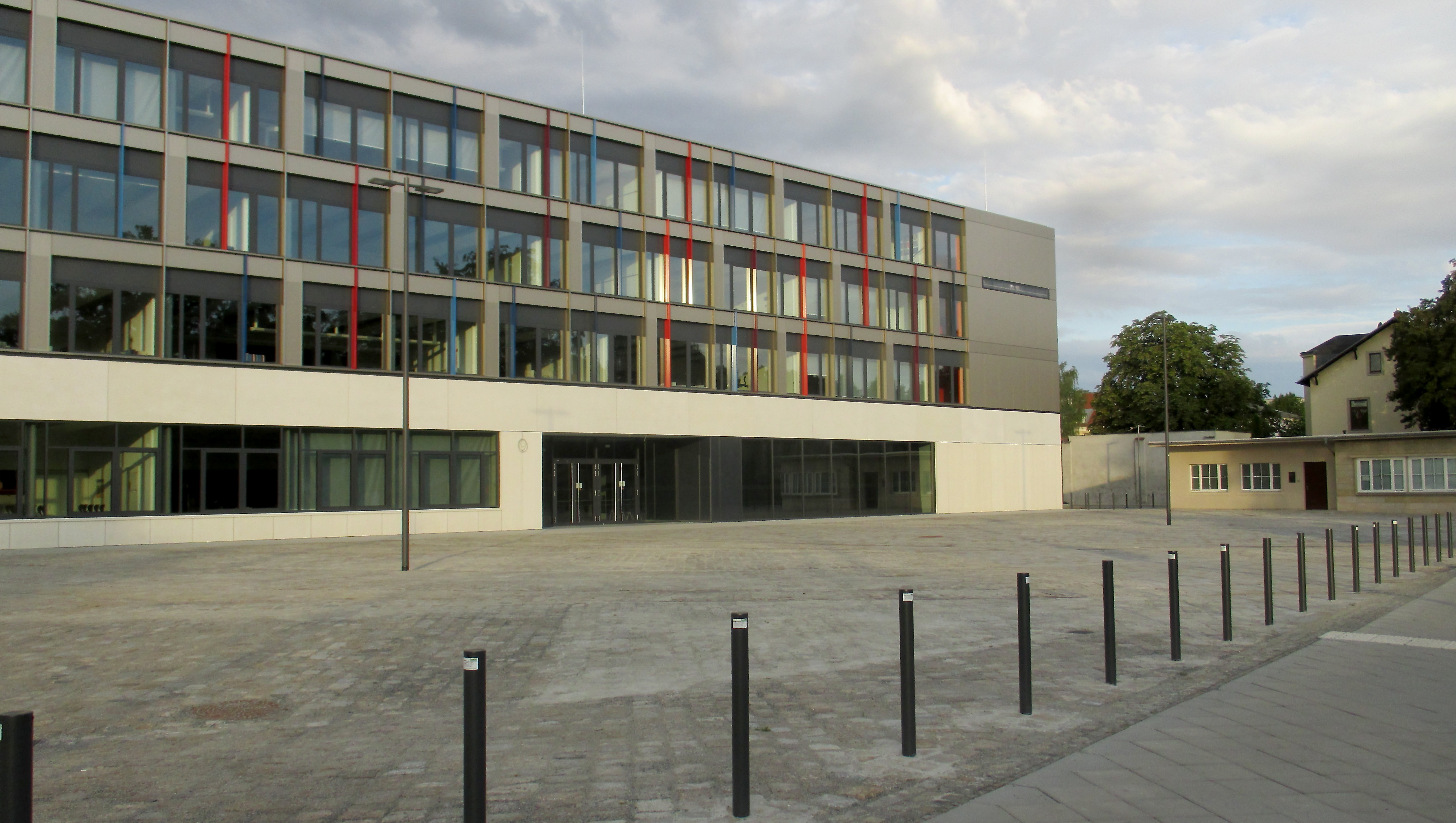
Schulcampus Tolkewitz – wenige Tage vor der offiziellen Eröffnung

Der Schulcampus Tolkewitz ist ein neuerrichteter Schulkomplex für bis zu 1.800 Schüler an der Wehlener Straße im Stadtteil Tolkewitz in Dresden.

## Beschreibung

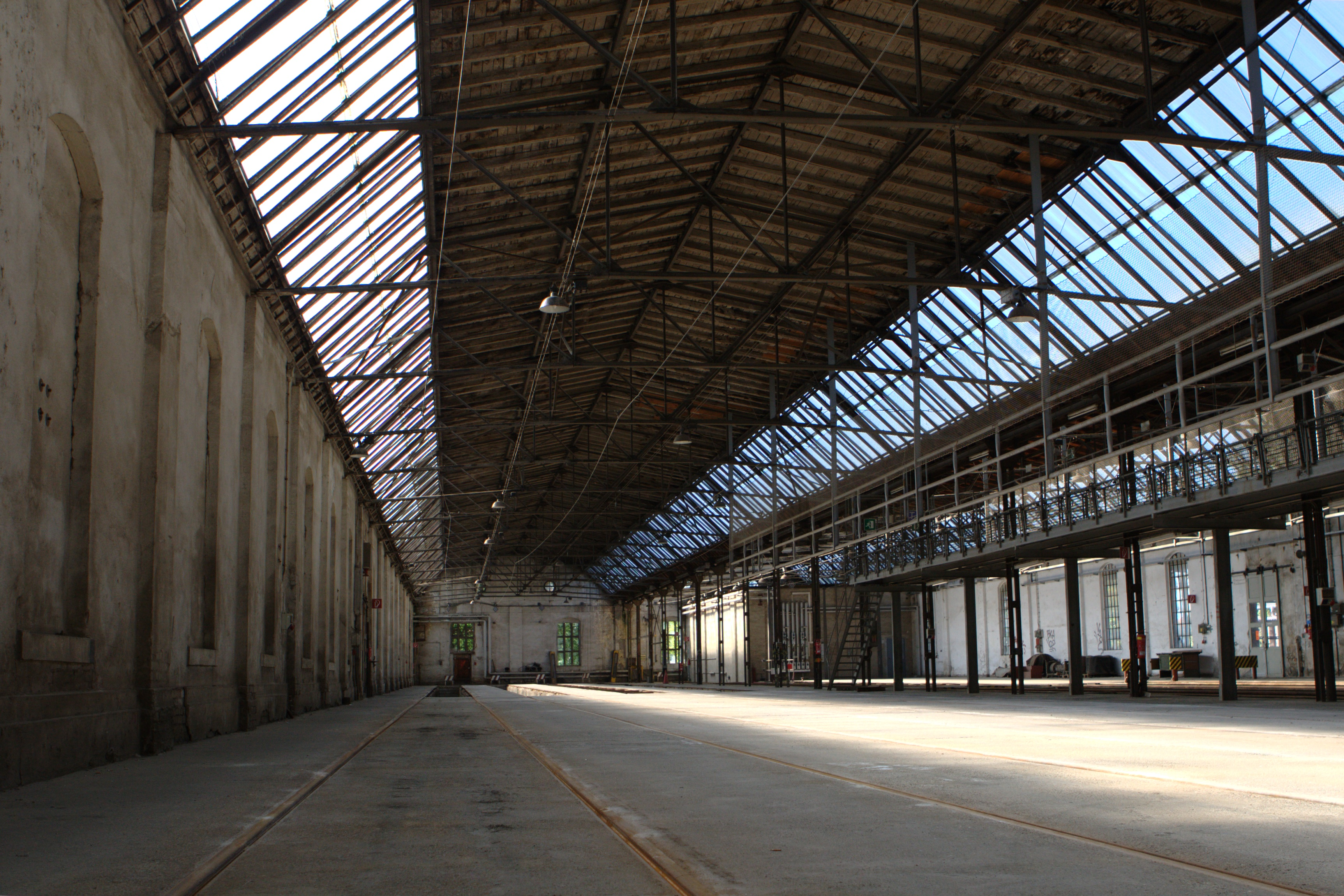
Straßenbahnhof Tolkewitz im Jahr 2007

Der Schulcampus umfasst ein 5-zügiges Gymnasium und eine 4-zügige Oberschule mit zugehörigen Pausenfreiflächen sowie eine 4-Feld- und 2-Feld-Sporthalle mit Sport-Außenanlagen.
Der Schulbetrieb wurde am 26. Februar 2018 mit 1.250 Schülern des Gymnasiums Tolkewitz, der 32. Oberschule und des Gymnasiums Dreikönigschule am Standort aufgenommen. Die Schüler des Gymnasiums Dreikönigschule wurden an dem Campus jedoch nur vorübergehend während der Sanierung ihres Schulgebäudes in der Äußeren Neustadt unterrichtet.
Der Schulcampus wurde auf dem Areal des ehemaligen Straßenbahnhofs Tolkewitz der Dresdner Verkehrsbetriebe (DVB) durch die STESAD im Auftrag der Landeshauptstadt Dresden errichtet. Das Gesamtvorhaben basiert auf einem Entwurf der ARGE Dresden-Tolkewitz, die im Ergebnis eines im Jahr 2014 durchgeführten europaweiten Vergabeverfahrens sowie Planungswettbewerbs mit dem 1. Preis ausgezeichnet und mit den weiteren Planungsleistungen von der STESAD beauftragt wurde. Zu den Mitgliedern der Arbeitsgemeinschaft gehören die Architektengemeinschaft Zimmermann und das Architekturbüro Raum und Bau aus Dresden sowie das Büro Fuchs und Rudolph Architekten Stadtplaner aus München. Darüber hinaus waren im Rahmen der Arbeitsgemeinschaft weitere Fachplaner aus den Bereichen Tragwerksplanung, Technische Gebäudeausrüstung und Freianlagen an der Umsetzung des Schulbauvorhabens beteiligt.
Nach Erwerb der Grundstücksflächen im April 2016 sowie dem weitgehenden Abbruch des Gebäudebestandes erfolgte im Mai 2016 die Übergabe der beräumten Fläche durch die DVB an die städtische Tochtergesellschaft STESAD. Anschließend wurden nach dem Baustart im Sommer 2016 die vorbereitenden Tiefbauarbeiten durchgeführt und im September desselben Jahres der Rohbau begonnen. Nach einer besonders kurzen Gesamtbauzeit konnte im Februar 2018 die planmäßige Nutzungsaufnahme erfolgen. Die Baukosten des Schulkomplexes betrugen 68 Millionen Euro.
Basierend auf dem prämierten Wettbewerbsentwurf wurde der Schulkomplex auf der nördlichen Teilfläche zwischen Wehlener und Kipsdorfer Straße als L-förmiger, eingeschossiger Grundbaukörper errichtet mit zwei rechteckigen, 3-geschossigen Aufbauten für Gymnasium und Oberschule. Südlich der Kipsdorfer Straße befindet sich ein zweiter Gebäudekomplex, bestehend aus 4-Feld- und 2-Feld-Sporthalle mit den sich anschließenden Sport-Außenanlagen. Der Schulcampus wurde nach den Kriterien der Nachhaltigkeit errichtet und im Juli 2019 mit dem Gütesiegel „Gold“ nach dem Bewertungssystem Nachhaltiges Bauen (BNB) ausgezeichnet.
Die offizielle Einweihungsfeier für den Schulneubau fand am 17. August 2018 unter Teilnahme des Oberbürgermeisters der Landeshauptstadt Dresden, Dirk Hilbert, statt.

## Kunst am Bau

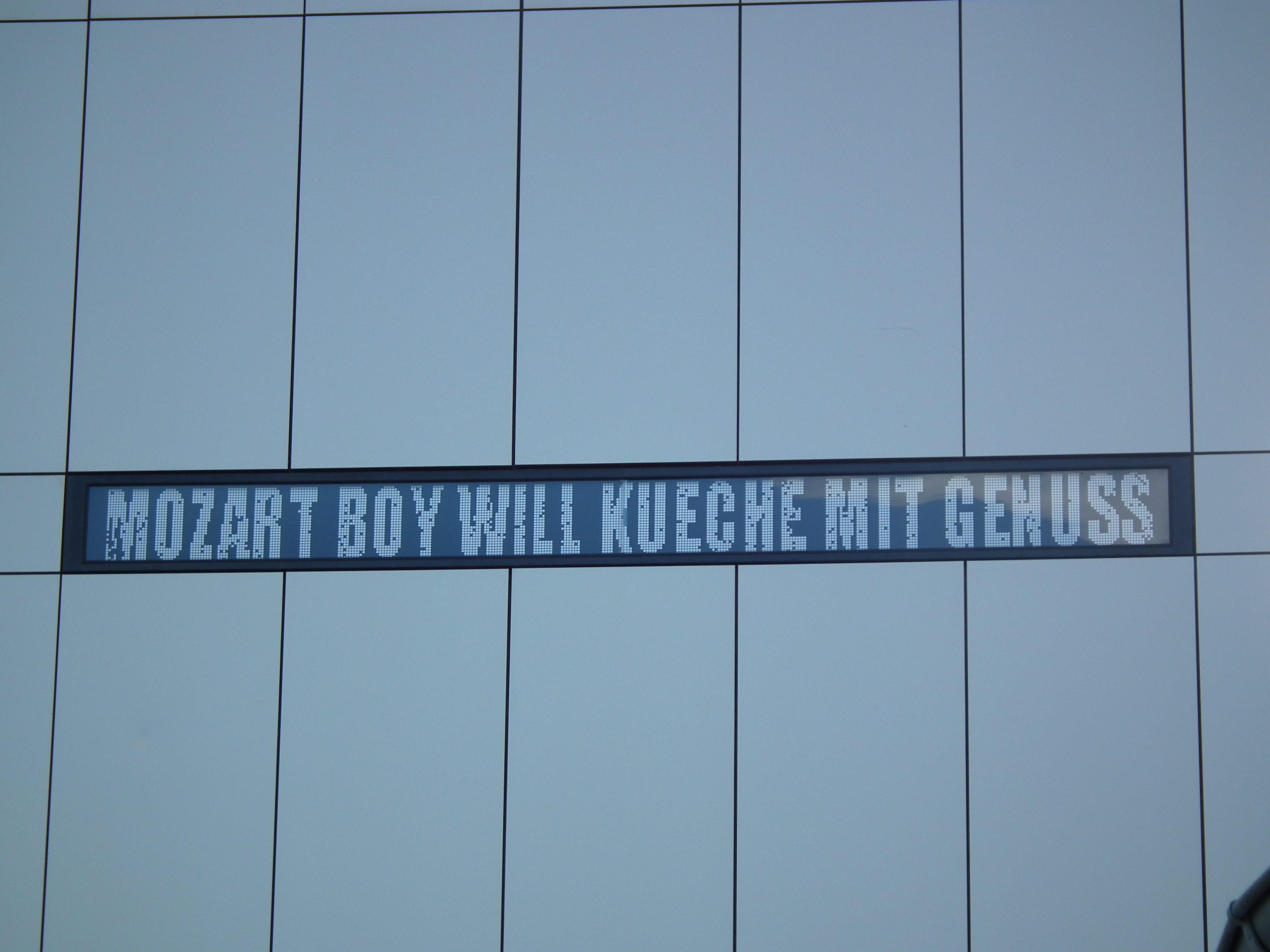
„Mozart Boy will Kueche mit Genuss“

Zur Förderung von Kunst im öffentlichen Raum und zur Bereicherung des Areals wurde im April 2016 ein Wettbewerb „Kunst am Bau“ für den Schulcampus ausgeschrieben. Als Sieger wählte die Jury den Beitrag „Locker um ABIZEUGNISMYTHOSWELT“ der Künstler Lutz-Rainer Müller aus Leipzig und Stian Adlandsvik aus Oslo. Bei dem Kunstwerk handelt es sich um ein Schriftband mit Flip-Dot-Technik, welches an der Nord-Fassade des Gymnasiums, zur Wehlener Straße hin, angebracht wurde. Die Anlage stellt abwechselnd Anagramme dar, die aus den Buchstaben der Schule („TOLKEWITZ GYMNASIUM OBERSCHULE“) gebildet wurden. In der künstlerischen Begründung zum Wettbewerbsbeitrag heißt es hierzu: „Das Spielen mit Buchstaben in der Anzeige ist als Metapher zu sehen für den schulischen Auftrag, Wissen mit Freude zu vermitteln und Schüler neugierig auf die Welt zu machen.“ Darüber hinaus will die Arbeit die Auseinandersetzung mit der Bedeutung und Deutung von Worten anstoßen und thematisiert die ständige Entwicklung und Veränderung von Sprache.

## Geschichte

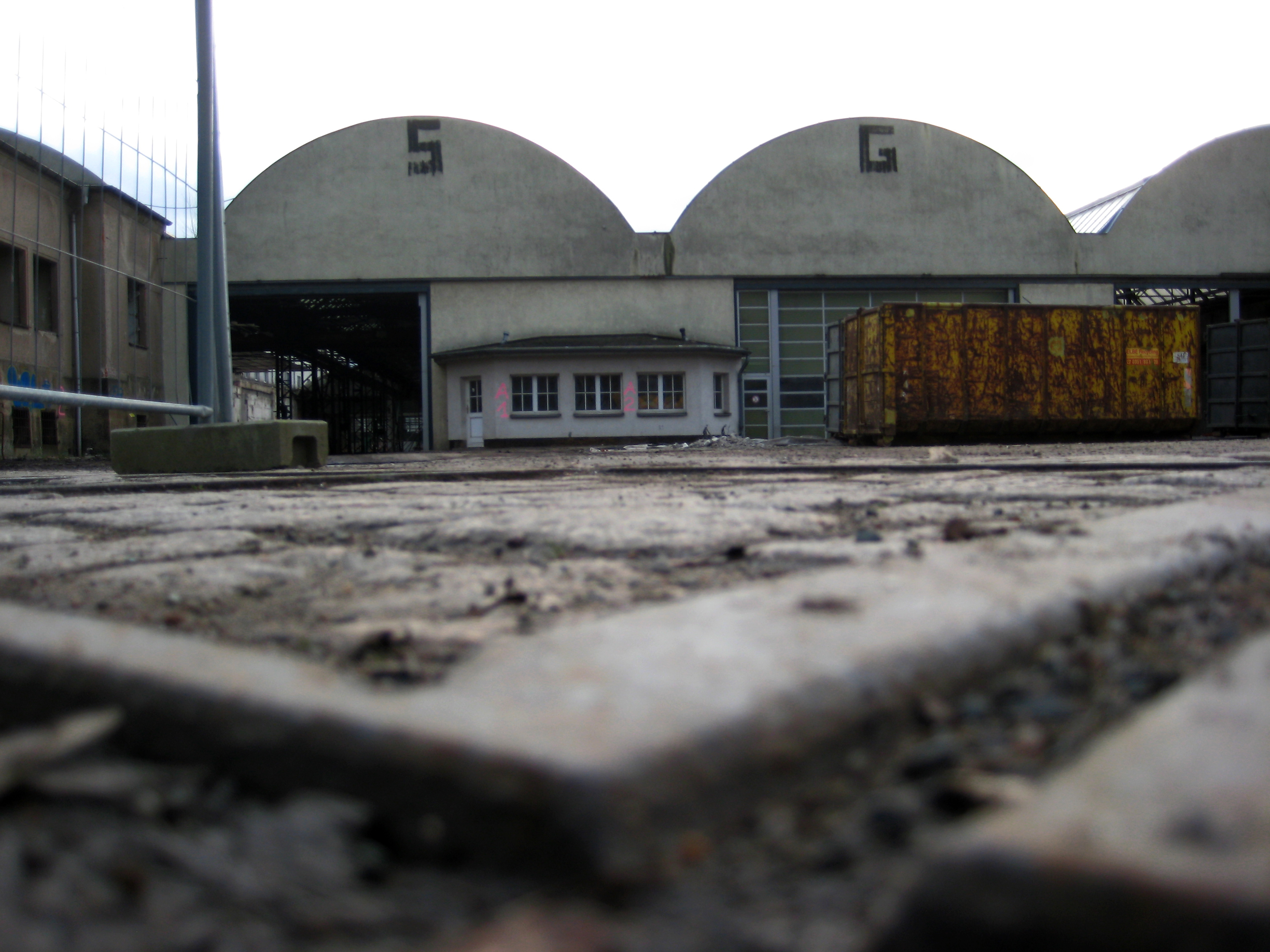
Straßenbahnhof Tolkewitz vor dem Abriss im Jahr 2016

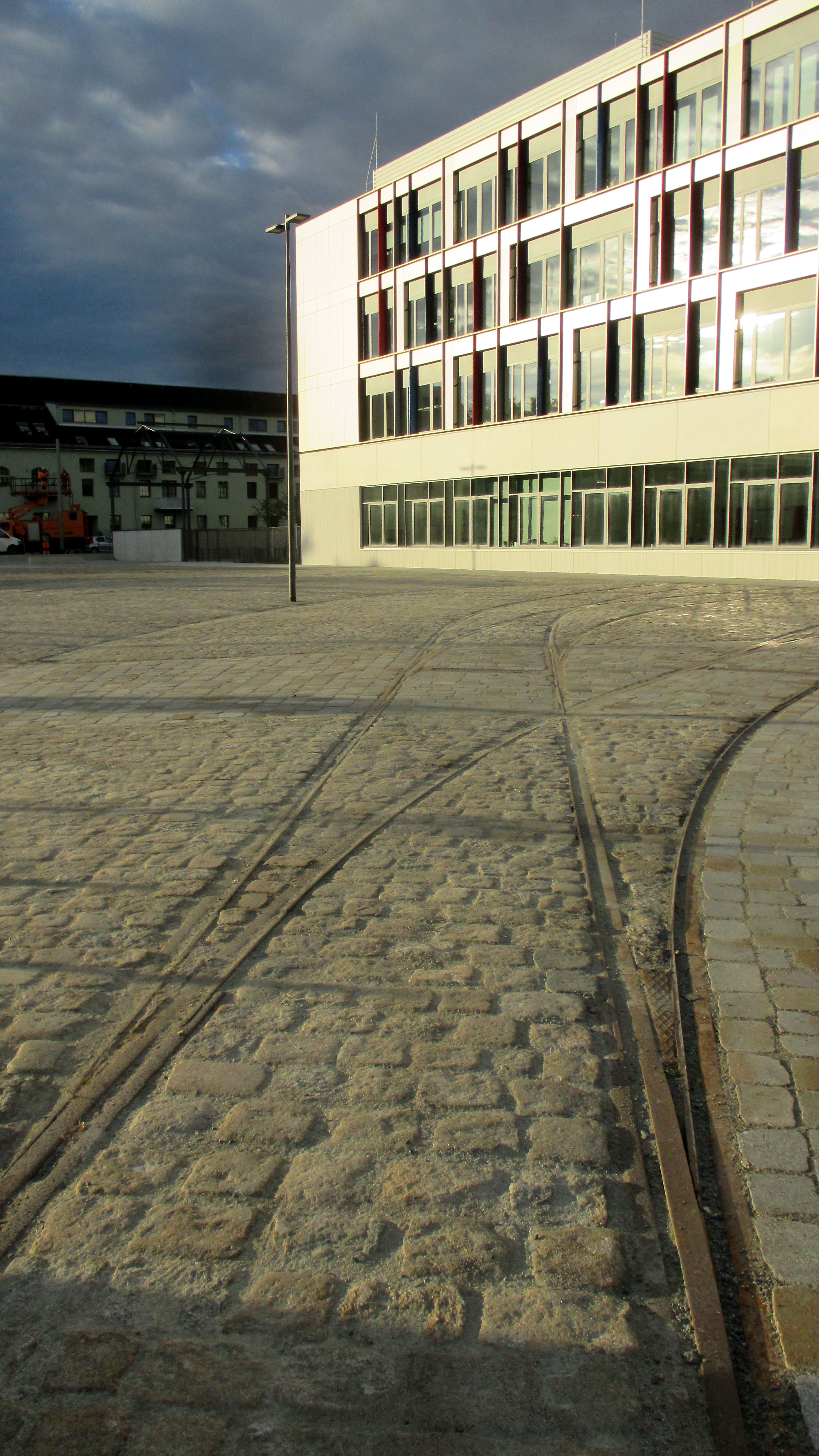
Straßenbahnschienen vor dem Schulcampus Tolkewitz

Der Schulcampus Tolkewitz wurde auf dem ehemaligen Gelände des historischen Straßenbahnhofs Tolkewitz errichtet. Im Zuge des Abbruchs von Oktober 2015 bis Mai 2016 erfolgte die Sicherung denkmalgeschützter Gebäudeteile, die in den Neubau des Schulcampus in unterschiedlicher Weise integriert wurden und an die ehemalige Nutzung des Areals erinnern. Hierzu gehört der historische Vorplatz an der Wehlener Straße, dessen technischer Charakter mit den darin verlaufenden Straßenbahnschienen und dem Natursteinpflaster erhalten wurde. Den südlichen Abschluss des Vorplatzes bildete früher die Giebelwand der Wagenhallen mit ihren Zufahrtstoren. Die Lage der Hallenfront wurde ebenfalls beibehalten und der Neubau des Schulkomplexes wurde an dieser historischen Platzkante ausgerichtet. Das eingeschossige Nebengebäude im westlichen Teil des Vorplatzes (ehemaliges Fahrdienstleitergebäude) blieb hingegen erhalten und hat nach der Sanierung eine schulische Nutzung erfahren. Die gesamte Platzfläche steht als denkmalgeschützte Sachgesamtheit unter Denkmalschutz.
Zusätzlich wurden Teile des historischen Dachtragwerks mit Fachwerkträgern und gusseisernen Stützen in die Pausenfreifläche integriert. An ihnen lässt sich die Abmessung der einstigen Wagenhallen noch erahnen. Entlang der Kipsdorfer Straße erfolgte hingegen die Wiedererrichtung der südlichen Außenwand des Straßenbahnhofs als frei stehende Giebelwand mit Original-Bauteilen (Giebelabdeckung und Pfeilervorlage aus Sandstein-Quadern).
Darüber hinaus gehörte zum Areal des ehemaligen Straßenbahnhofs auch der Gebäudebestand entlang der Schlömilchstraße (ein Wohn- und Geschäftshaus sowie das ehemalige Volksbad- und Werkstattgebäude), deren Sanierung und Umnutzung durch einen Investor von 2016 bis 2019 erfolgte.

## Verkehrsanbindung
Die Straßenbahnen der Linien 4 und 6 der DVB fahren entlang der Wehlener Straße. Unmittelbar vor der Schule liegt die Straßenbahnhaltestelle „Tolkewitz, Schulcampus“. Die Straßenbahnen fahren zu Schulzeiten entsprechend den innerstädtischen Taktzeiten alle 10 Minuten.
Unmittelbar nach der Straßenbahnhaltestelle, zwischen Schulcampus und Schlömilchstraße, wurde bis August 2018 eine neue Wendeschleife errichtet, welche das ehemalige Gleisdreieck ersetzt. Diese wird allerdings lediglich bei Umleitungen oder bei Verstärkerfahrten bedient.